# Santa Margherita Marina
Santa Margherita Marina è una frazione di Messina facente parte della Circoscrizione I, situata 12 km a sud dal centro città.
La sua estensione segue la via vecchia Nazionale, da Contrada Canale di Galati Marina fino a Contrada Sant'Andrea, al confine con Ponte Schiavo, incastrata tra le rive dello Stretto di Messina e le colline sovrastanti.

## Storia
L'aggettivo "marina" deriva dalla sua posizione geografica sulle rive dello Stretto di Messina e serve a distinguerla da Santa Margherita, posta sulle colline nella vallata del torrente Santo Stefano.
L'abitato si formò agli inizi del XVIII secolo lungo la Via Valeria, soprattutto nella zona compresa tra Galati Marina e Ponte Santo Stefano, come contrada agricola. Il predicato di principi di Santa Margherita inizialmente dell'estinta famiglia Palermo, passò in linea femminile alla famiglia SABATINI nella persona di Francesco Paolo Sabatini, con RR. LL. PP. e Regio Assenso del 22 novembre 1908 assieme a quello di barone di Martini.
Durante la Seconda guerra mondiale sul litorale antistante contrada Runci venne costruito un piccolo aeroporto dal quale s'alzavano in volo i caccia e i ricognitori in ausilio delle artiglierie pesanti situate sulle alture di San Placido Calonerò, armate con cannoni navali.
Nel dopoguerra l'aeroporto venne abbandonato e al suo posto sorse il tracciato della variante alla vecchia via Nazionale, l'attuale strada statale 114 Orientale Sicula.
Negli anni Ottanta e Novanta del XX secolo ha avuto un notevolissimo sviluppo edilizio, sia residenziale che vacanziero, passando da poche centinaia di abitanti ad oltre 5 000 abitanti nel periodo estivo.
Nei vari decenni l'erosione della costa da parte del mare ha imposto lunghi e costosi lavori di ripascimento del litorale con massi di cls e basalto lavico.
Nel 2025 la spiaggia del villaggio ha ricevuto per la prima volta la Bandiera Blu, un riconoscimento conferito dalla Foundation for Environmental Education (FEE).

## Monumenti e luoghi d'interesse

### Architetture religiose
- Chiesa di Santa Maria Madre della Chiesa, situata in Via Nazionale, inaugurata nell'Ottobre del 1998 data la repentina espansione demografica della frazione. È l'unica architettura religiosa del villaggio che mantiene ancora oggi la propria funzione liturgica.

- Chiesa della Madonna di Porto Salvo, situata in Via Bonifacio ed appartenuta alla famiglia Minutoli. Costruita nel 1741, ha un portale tipo barocco siciliano e nello stesso anno subì una restaurazione ad opera della famiglia De Bonifacite come recita un'iscrizione latina ormai illeggibile posta sulla parte superiore del portale. Questa restaurazione permise alla Chiesa di uscire indenne dal terremoto del 1783.  Essa mantenne la propria integrità e funzione fino agli anni 80’ circa, poi iniziò un periodo di decadenza che portò al suo totale abbandono. Negli ultimi anni, però, grazie all'intervento della Soprintendenza di Messina, di alcuni privati e dell'associazione di volontariato Santa Maria della Strada la Chiesa venne restaurata ed il 23 Ottobre 2017 si è svolta una Celebrazione Eucaristica, la quale sancì la "rinascita" della Chiesa.

### Luoghi d'interesse
• Il lungomare, intitolato a Graziella Campagna (1968-1985), giovane diciassettenne assassinata dalla mafia, nella giornata del 6 Settembre 2021 dal Comune di Messina sotto l'amministrazione dell'ex sindaco Cateno De Luca. Esso incornicia con la sponda calabrese lo stretto di Messina, viene frequentato soprattutto durante la stagione estiva ed è adatto per praticare attività fisica. 

## Infrastrutture e trasporti
Santa Margherita Marina è attraversata dalla strada statale 114 Orientale Sicula, che collega Messina a Catania. La principale strada del quartiere, la Via Nazionale, corre parallela a questa a monte.
La frazione è servita dalla stazione di Ponte Santo Stefano, che si trova lungo la ferrovia Messina-Siracusa. La stazione, gestita da RFI, è servita dai treni del servizio ferroviario suburbano Messina-Giampilieri svolto da Trenitalia nell'ambito del contratto di servizio stipulato con la Regione Siciliana.
Varie linee di autobus, gestite da ATM, collegano Santa Margherita Marina ai quartieri limitrofi e al centro di Messina. In passato, fra il 1892 e il 1951 l'abitato era servito dalla tranvia Messina-Giampilieri della SATS, elettrificata nel 1917. La stazione tranviaria sorgeva in località Ponte Santo Stefano a servizio dei villaggi nella vallata nel torrente omonimo.